# 华氏鱼龙属
华氏鱼龙属（学名：Wahlisaurus）是鱼龙目纤泳鱼龙科的一个已灭绝属，发现于英格兰的斯肯索普泥岩。模式种是马氏华氏鱼龙（Wahlisaurus massarae），现已发现两件标本，一件由包括颅骨在内的不完整骨骼组成，另一件由单个喙骨组成。

## 发现

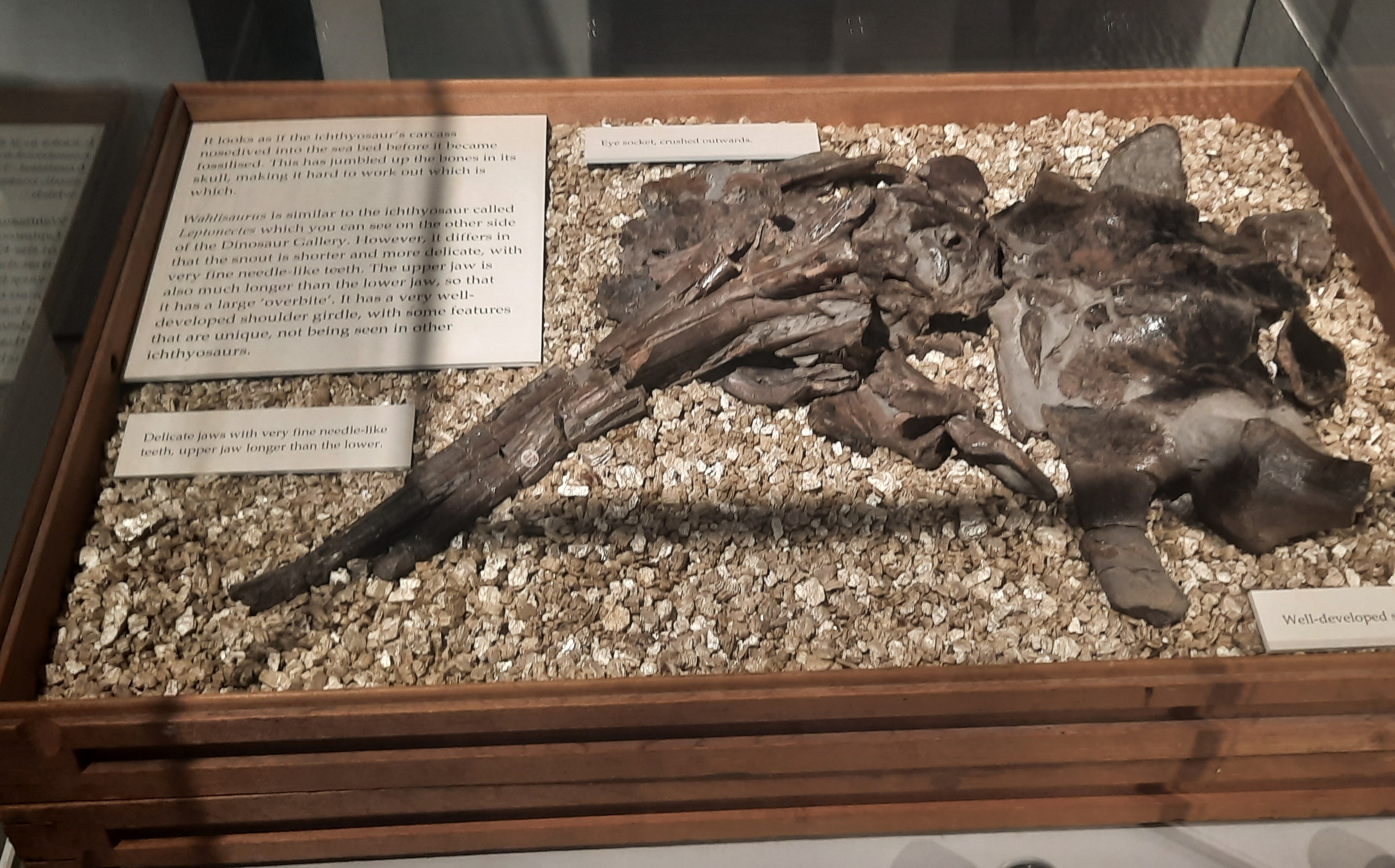
正模标本

正模标本LEICT G454.1951.5由珀西·福克斯（Percy Faulkes）在诺丁汉郡索尔河畔巴罗的斯肯索普泥岩发现，发现者1951年去世后被捐给莱斯特的新沃克博物馆。部分标本被罗伯特·阿普尔比借走，直至其2004年去世后才送回博物馆。
2016年，迪恩·洛马克斯（Dean Lomax）将其命名描述为马氏华氏鱼龙（Wahlisaurus massarae）。
第二件标本于1996年发现，并于2018年鉴定为属于华氏鱼龙。此标本是西蒙·卡朋特（Simon Carpenter）的私人收藏之一，收藏者后将其赠予布里斯托尔城市博物馆与美术馆。

## 描述
华氏鱼龙与当时其它纤泳鱼龙科（真鼻龙、神剑鱼龙等）均有吻部细长等特征。华氏鱼龙覆咬合范围小于真鼻龙。二者肩带也存在差异，华氏鱼龙喙骨及喙骨与肩胛骨的接触部位皆有一个孔。

## 词源
属名及种名分别致敬威廉·华尔（William Wahl）与朱迪·马萨雷（Judy Massare），两人均为中生代海洋爬行动物专家并指导过洛马克斯。